# Xhubleta
La xhubleta (en albanais : xhubletë) est un costume traditionnel féminin albanais, porté par les Albanaises du nord de l'Albanie, du Kosovo, de Macédoine du Nord et du Monténégro.
Il est composé d'une jupe large en forme de cloche ondulée elle aussi appelée xhubleta, et de nombreux autres vêtements et accessoires dont un corsage, un tablier, des bretelles et un foulard à cheveux.

## Description
L'ensemble xhubleta est fabriqué presque entièrement en laine.

### Jupe
La xhubleta est une jupe lourde et épaisse faite de bandes de feutre et décorée de morceaux de tissu décoratifs appelés spiku. Le feutre est fait de plusieurs couches de laine trempées et pressées les unes contre les autres, dont l'épaisseur assure la rigidité du vêtement. Elle est en forme de cloche ondulée, surtout visible à l'arrière ; cet effet est obtenu en cousant des points à la diagonale. Elle est généralement sombre, avec des bandes horizontales rouges ou argentées. 
Il existe deux grands types de xhubleta. La plus connue, plus large, existe dans les régions de Malësia et de Madhe, au nord de Scutari, dans certaines sections du Monténégro, à Velipojë, Lezhë, Shëngjin et au Kosovo. La seconde variante, xhubleta pultake, est plus répandue au nord-est de Scurati et dans une section du district de Puka et étroite.
La jupe est généralement accrochée aux épaules à l'aide de deux bretelles. Elle comporte 13 à 17 bandes de tissu et 5 pièces de feutre. La poitrine et la partie de la xhubleta couverte par le tablier sont en laine noire crochetée.
Des perles servent à décorer la robe. Elles sont traditionnellement achetées à Scutari.

### Couleurs

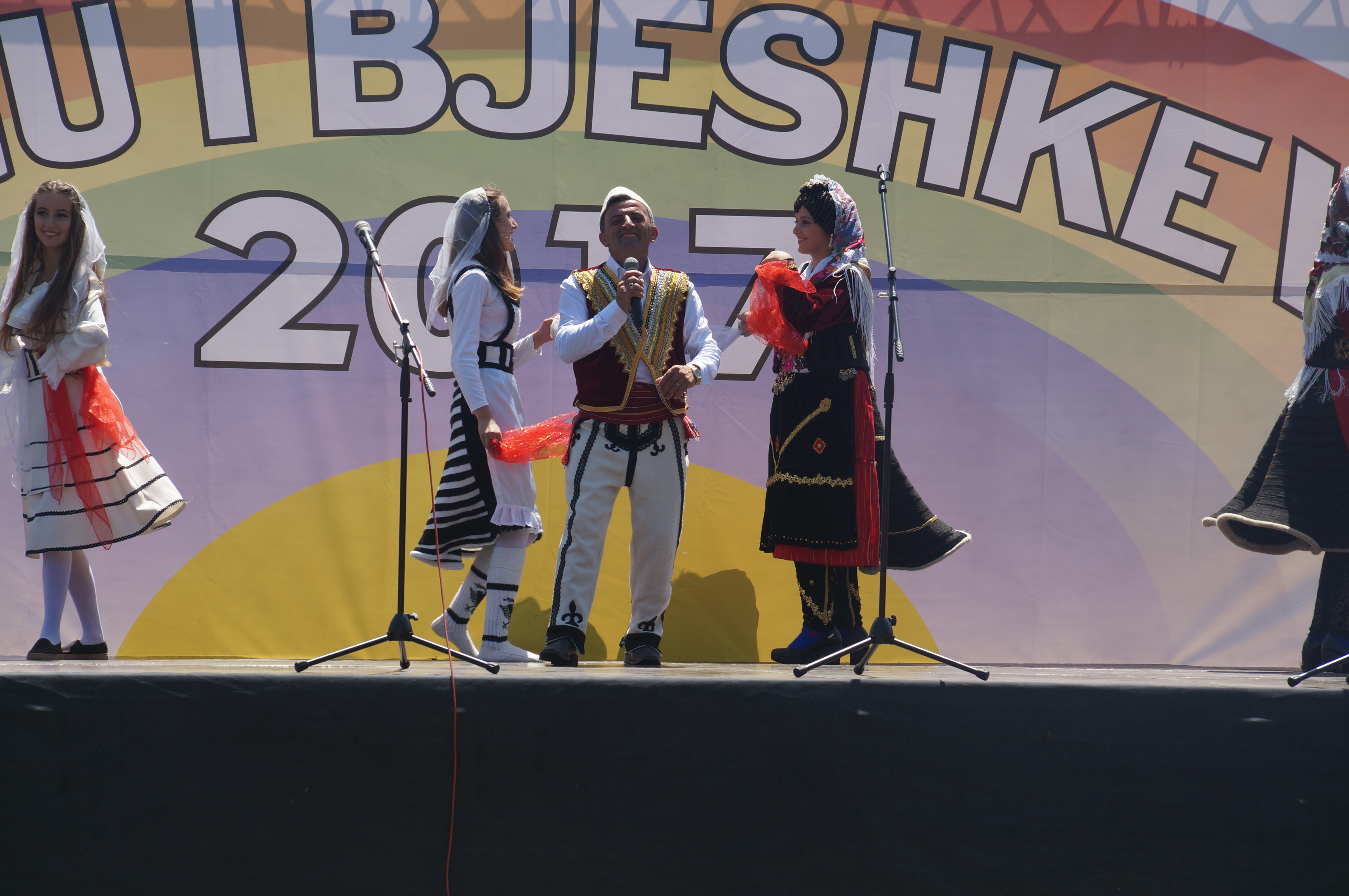
Quatre femmes sur scène, portant des xhubleta noires et blanches.

Les costumes sont le plus souvent noirs ou blancs avec des motifs rouges. Ces trois couleurs symbolisent la naissance (blanc), le mariage (rouge) et la mort (noir). Dans un village étudié, les adolescentes portent une jupe blanche, les femmes mariées une jupe rouge et les vieilles femmes une jupe noire. Ces jupes sont souvent également décorées avec du jaune, du violet, du bleu et du vert.
Seules deux couleurs sont utilisées de nos jours : le blanc pour les femmes célibataires et le noir pour les femmes mariées,. Par le passé, de nombreuses couleurs étaient utilisées : un auteur du XVIIe siècle affirme que le paon n'arbore pas autant de couleurs que la xhubleta des femmes kelmendi (en). Il est possible que cette réduction des couleurs au cours des derniers siècles soit liée au fait que la xhubleta n'est plus portée que dans des zones montagneuses difficiles d'accès.

### Motifs
Les xhubleta sont brodées au niveau de l'arrière de la jupe, du tablier, et du gilet.
Le paganisme inspire de nombreux aspects des vêtements nationaux albanais avec des décorations comme des soleils, des aigles, des lunes, des étoiles et des serpents,. La plupart des décorations sont géométriques. Elles peuvent aussi mélanger des symboles de plusieurs religions monothéistes. Elles peuvent enfin être des motifs géométriques passés de génération en génération au sein d'une famille, ou créées ex nihilo.
Certains motifs ont un sens et sont censés porter bonheur, comme un scorpion à l'avant du gilet, un serpent sur les chaussettes, l'aigle à deux têtes sur la ceinture ou encore l'étoile à six branches à l'avant du gilet et sur le foulard à cheveux.
Les porteuses de xhubleta qualifient les motifs de formats narratifs et les interprètent en fonction de leur contexte culturel et de leur compréhension contemporaine du monde. Les observateurs les interprètent au prisme d'idéologies actuelles, acquises dans les médias de masse et dans l'éducation historique régionale. Les porteuses offrent à ces broderies un sens subjectif, ce qui n'est pas forcément clair par tous les observateurs qui y voient à tort une interprétation délibérée d'un passé précis. Dans un peuple extrêmement patriarcal dont les rôles de genres sont définis par le Kanun, les motifs de la robe sont parfois le seul moyen pour les femmes de s'exprimer librement.
La décoration des chaussettes en laine pouvait servir à identifier les villages.

### Reste du vêtement

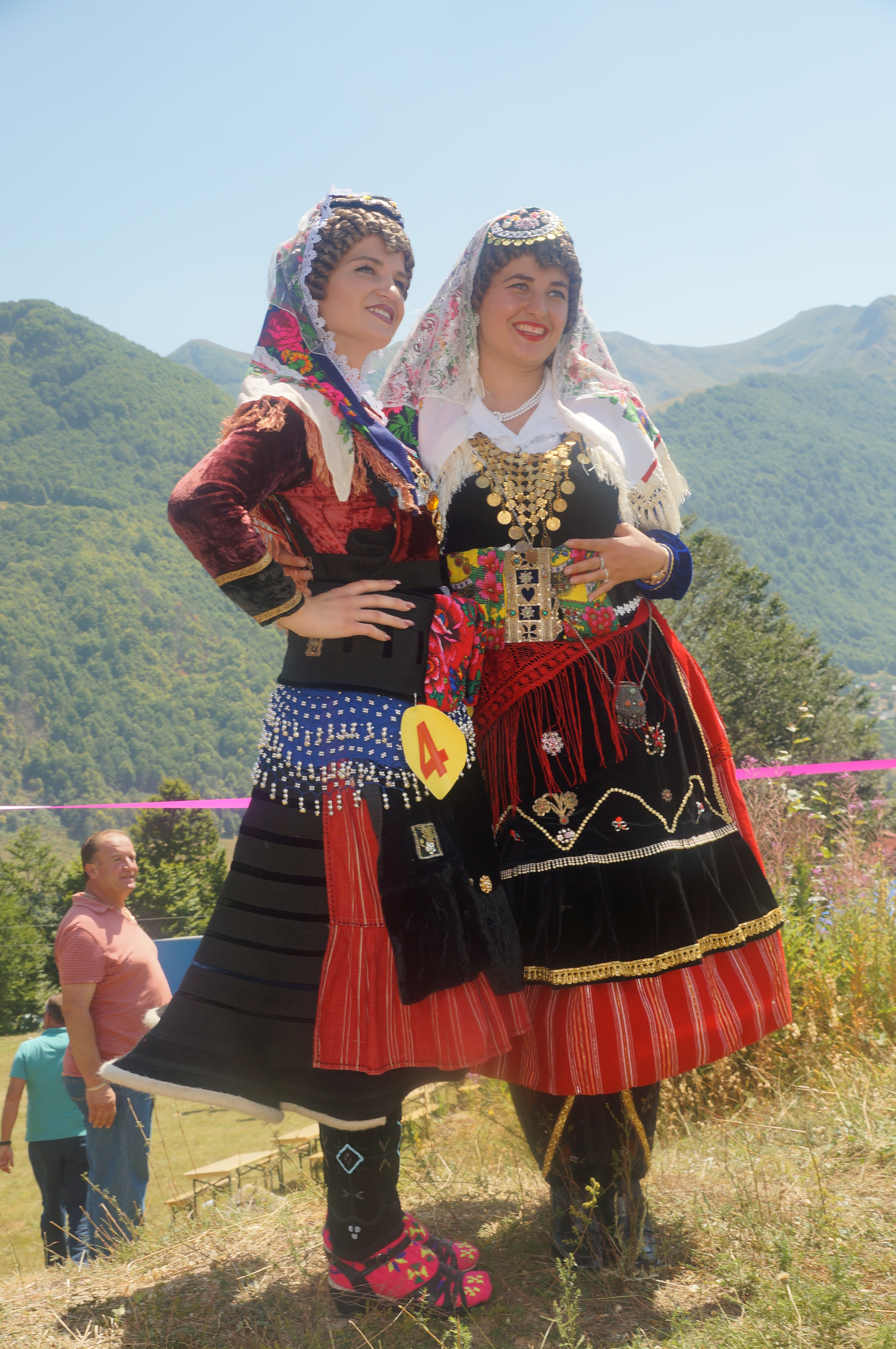
Deux femmes en costume tranditionnel complet.

Lorsque le vêtement est porté comme habit de cérémonie, il est accompagné d'un tablier brodé, d'une large ceinture, de chaussettes de laine, d'une perruque ondulée et d'un foulard coloré porté sur la tête.
Le tablier ou pështjellaku est similaire à la jupe. Il est fait de laine et décoré de symboles au choix de la porteuse, généralement pour leur esthétique et non pour leur signification. Le haut du tablier est souvent orné de décorations verticales ou de losanges, surtout chez les femmes enceintes : elles représentent la fertilité.
La xhubleta est portée avec un gilet de feutre (en albanais : xhoka), généralement noir à décorations dorées. Il est plus coloré que le reste, avec notamment des franges de laine teinte. Les symboles qui l'ornent sont surtout décoratifs. Sous le gilet, les femmes portent une chemise de feutre ou përparje, beaucoup plus souple que le reste du vêtement.
Le foulard dans les cheveux est attaché à un demi-cercle concave à poser sur la tête, décoré de métal, souvent de l'argent et des pierres colorées. Il est plutôt porté par les femmes jeunes. Le foulard lui-même est souvent de couleur claire, et peut être remplacé par une bande de tissu épais allant du front à l'arrière de la tête.
Le çorapet est une botte constituée d'une chaussette et d'une guêtre plus rigide (kallcet). La guêtre est faite de feutre et de cuir et recouvre le mollet de la porteuse ; très rigide, elle est fabriquée à la mesure du mollet de la porteuse. Des crochets permettent d'y attacher la chaussette elle-même, plus légère pour permettre de bouger le pied et la cheville. L'extérieur du çorapet est souvent orné de serpents, censés protéger la porteuse du mauvais œil et du regard des hommes, puisqu'il couvre la seule partie du corps que le vêtement ne cache pas.
La ceinture (postava ou kërdhokla) est épaisse, allant jusqu'aux côtes de la porteuse. Elle est faite de laine et porte des motifs brodés ou de perles, et elle s'attache dans le dos à l'aide d'une boucle en métal. Les motifs peuvent être décoratifs ou représenter certaines étapes de la vie de la porteuse, dont sa naissance, la naissance de ses enfants, et sa mort à venir. Les femmes enceintes portent une ceinture différente, à rayures verticales en symbole de fertilité et sans motifs. Des ornements en argent, comme des chaînes, des médaillons, des amulettes et des pièces de monnaie turques, sont accrochés à la ceinture. La naissance d'un garçon vaut souvent l'ajout d'un soleil en or, et d'une demi-lune pour la naissance d'une fille. On y ajoute parfois une pince utilisée pour saisir des braises.

## Fabrication
Historiquement, les femmes fabriquent leurs propres xhubleta, un processus qui prend six à huit mois. À l'ère contemporaine, certaines vieilles femmes continuent à fabriquer des pièces du vêtement, mais pas l'habit dans son ensemble. 
L'apprentissage se fait par l'observation.
La confection comprend plusieurs étapes dont la préparation du feutre tissé ou shajak, la découpe, la couture et la broderie des motifs.
Le transfert de motifs d'une robe à l'autre se fait à l'aide de papier découpé : l'observatrice voit un motif qui lui plaît et cherche à le reproduire de mémoire avec du papier découpé, lui apportant éventuellement des modifications, puis le reproduit en broderie. Des motifs tellement réutilisés qu'ils portent des noms pour y faire référence plus facilement.

## Historique
La xhubleta présente des similarités avec les vêtements de plusieurs personnes du néolithique trouvées en Bosnie-Herzégovine et d'autres personnes du second millénaire avant notre ère dans le bassin méditerranéen. Elle est comparée à certains éléments des cultures antiques des rives du Danube et de la Crète. Pour cette raison, elle est présentée comme une robe avec plusieurs millénaires d'histoire, n'ayant survécu que dans une petite région ; il est possible qu'il s'agisse cependant surtout de propagande de l'époque du national-communisme albanais.
Dans les années 1960, les nouvelles politiques du système socialiste imposent que les femmes des communautés montagnardes doivent travailler dans des coopératives agricoles. Elles adoptent donc des vêtements plus pratiques que la xhubleta, jusque-là portée quotidiennement à partir de la puberté. La collectivisation entraîne de plus une pénurie de certaines matières premières nécessaires pour la production.
Pendant les années 1990, la tradition de la fabrication de la xhubleta disparaît avec le communisme. Les artefacts culturels, tels que les xhubleta sont souvent vendus à bas prix ; l'idée est que l'idée des souvenirs familiaux ne sont pas un patrimoine à conserver mais au contraire un passé à oublier.
Après les années 2000, l'Albanie voit la renaissance d'un désir de protéger les traditions et une identité nationale, y compris au sein de la diaspora. Les médias de masse et collectionneurs mettent en avant la xhubleta et son histoire. En 2007, la collectionneuse L. Dano publie un livre sur les décorations des xhubleta puis un documentaire sur le même sujet en 2009.
La jupe n'existe plus que dans certaines zones du Nord de l'Albanie, dont les plateaux de Dukagjin (en) et les montagnes de Gjakovë. Elle est souvent remplacée par une jupe rouge plus moderne. L'exode rural dans ces régions et l'émigration de masse des Albanais met la pratique en danger. En 2022, la xhubleta est ajoutée à la liste du patrimoine immatériel nécessitant une sauvegarde urgente de l'UNESCO,. Il s'agit du deuxième ajout pour l'Albanie, précédé par l'iso-polyphonie albanaise.

## Signification culturelle

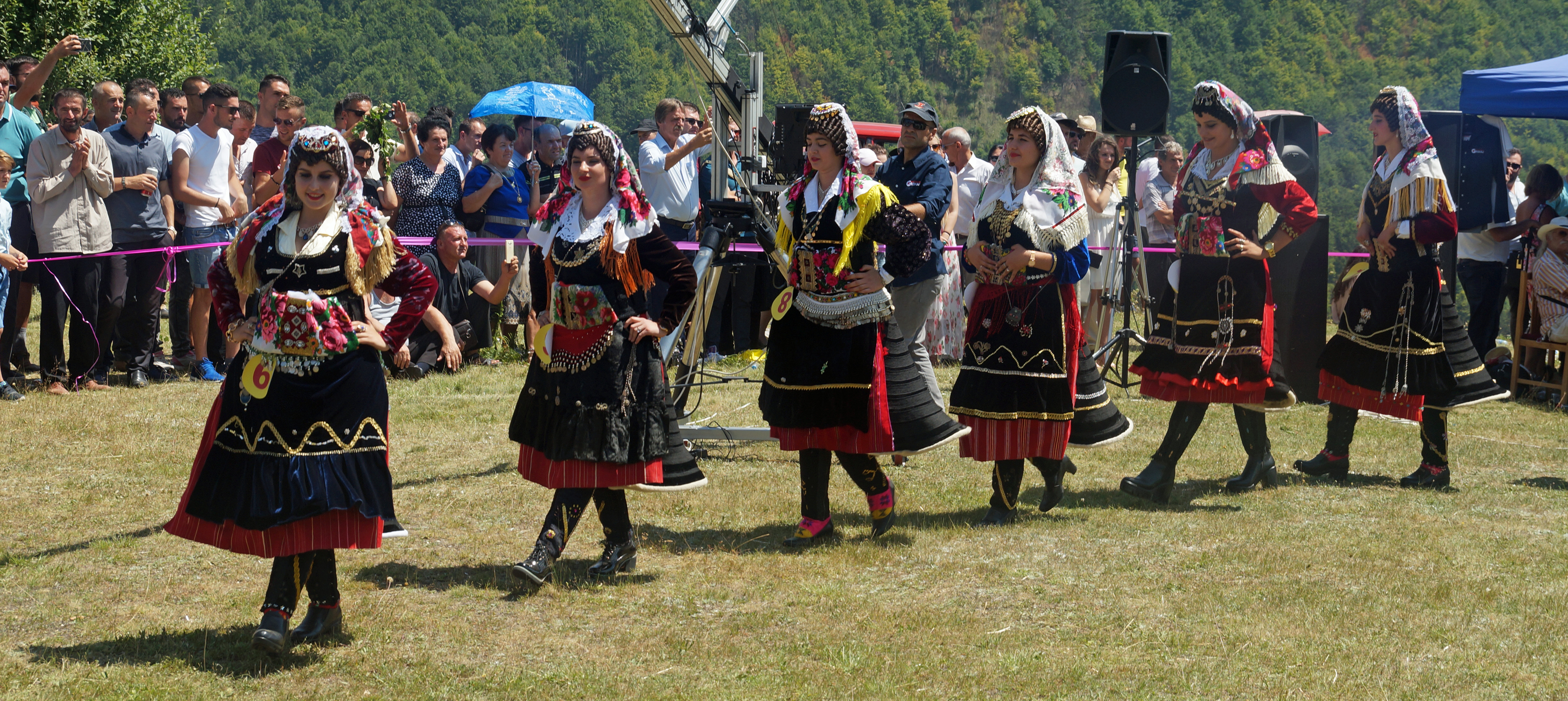
Défilé de porteuses de xhubleta.

### Statut social
Dans certaines zones montagneuses reculées, la couleur et les décorations de la jupe sont un marqueur de statut socio-économique,. Certaines bandes de feutre sont décorées de symboles et de perles : leur nombre indique le statut social de la porteuse.
Les décorations sont aussi un indice de l'habileté des brodeuses, à la fois pour la fabrication de la jupe et pour le dessin de motifs originaux et détaillés.

### Rituels
Au vingt-et-unième siècle, la xhubleta n'est pas portée au quotidien, mais lors de cérémonies et d'occasions festives. Avant l'essor du système socialiste, elle était portée au quotidien à partir de la puberté.

#### Mariage
La tradition voulait que la xhubleta soit fabriquée à la maison, par les jeunes femmes, la veille de leur mariage. Idéalement, cela pouvait devenir un concours, déterminant laquelle des filles faisait la plus belle xhubleta. Celle dont la xhubleta ressemblait à une sculpture, se tenant debout toute seule, sans tomber, remportait le concours.

#### Enterrement
Certaines femmes portent leur jupe à l'envers pour cacher ses décorations lors des enterrements.